# Orchestre symphonique de Houston

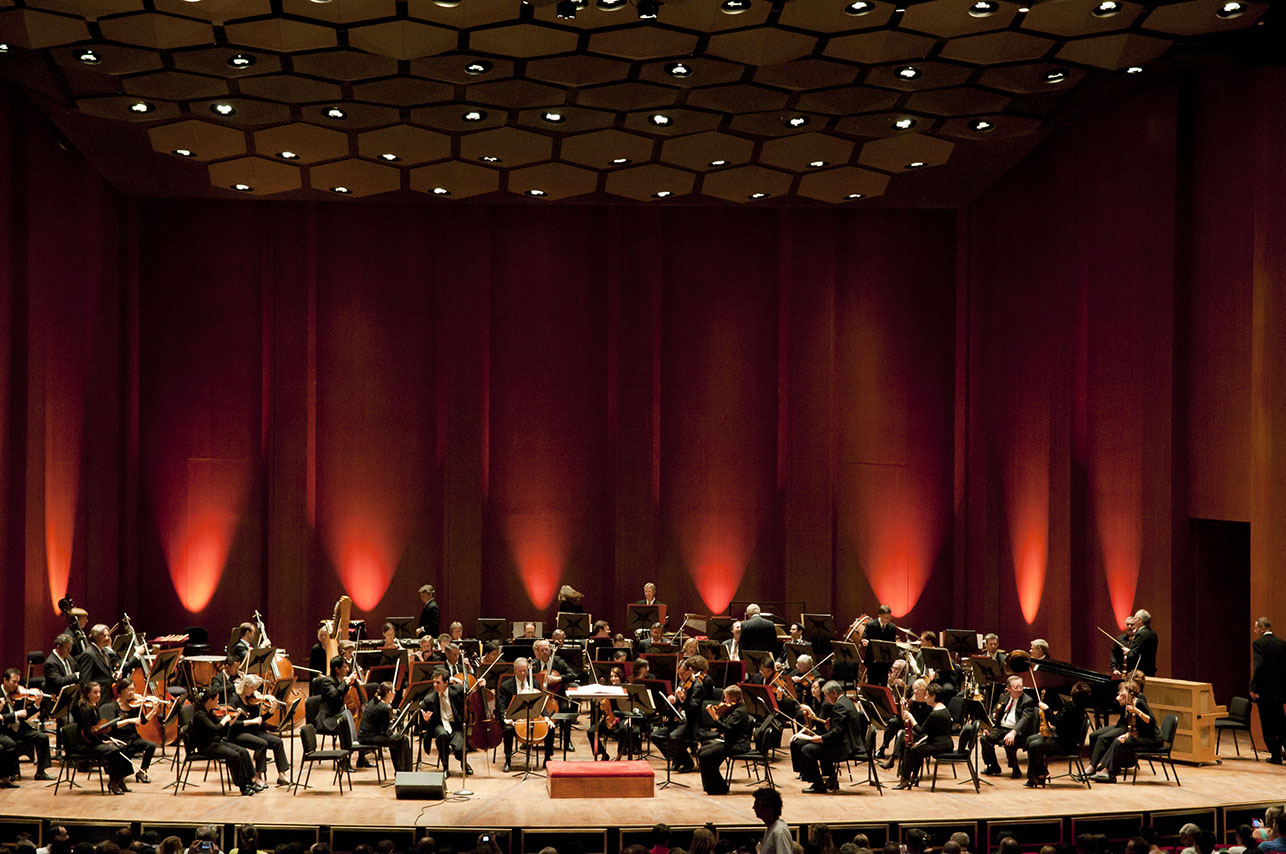
L'Orchestre symphonique de Houston

L'Orchestre symphonique de Houston (en anglais Houston Symphony Orchestra) est un orchestre symphonique américain basé à Houston (Texas). 

## Historique
Le premier concert de la formation qui va être appelée le Houston Symphony Orchestra est donné le 21 juin 1913 grâce au soutien financier d'Ima Hogg. Initialement, en raison de son faible budget, les 35 musiciens ne sont pas permanents de l'orchestre.
Dissous en 1918, l'orchestre recomposé en 1930 garde sa composition semi-professionnelle.
Au printemps 1936, le Houston Symphony Society est officiellement créée et l'embauche de musiciens professionnels commence. Depuis 1966, l'orchestre se produit au Jesse H. Jones Hall for the Performing Arts situé dans le centre de Houston.
De nombreux chefs prestigieux ont dirigé l'orchestre, tels Leonard Bernstein et Igor Stravinsky notamment.
En 2001, la tempête tropicale Allison a fait perdre des millions de dollars à la formation en raison des nombreux instruments, partitions et archives endommagés.

## Directeurs musicaux
- Julien Paul Blitz (1913–1916)
- Paul Bergé (1916–1918)
- Orchestre dissous (1918–1930)
- Uriel Nespoli (1931–1933)
- Frank St. Leger (1933–1936)
- Ernst Hoffmann (1936–1947)
- Efrem Kurtz (1948–1954)
- Ferenc Fricsay, remplacé par Thomas Beecham en milieu de saison (1954)
- Leopold Stokowski (1955–1961)
- John Barbirolli (1961–1967)
- André Previn (1967–1969)
- Lawrence Foster (1970–1979)
- Sergiu Comissiona (1980–1988)
- Christoph Eschenbach (1988–1999)
- Hans Graf (2000–2013)
- Andrés Orozco-Estrada (Depuis 2014)

## Discographie
Le chef américain Leopold Stokowski a notamment réalisé un enregistrement très réussi de la Symphonie n° 11 de Dmitri Chostakovitch.
Le chef allemand Christoph Eschenbach, qui dirigea l'Orchestre de Paris de 2000 à 2010, a gravé de nombreux disques avec cet orchestre.